# Goryphus semiglaber
Goryphus semiglaber är en stekelart som först beskrevs av Szepligeti 1916.  Goryphus semiglaber ingår i släktet Goryphus och familjen brokparasitsteklar. Inga underarter finns listade i Catalogue of Life.